# Vallarondellen

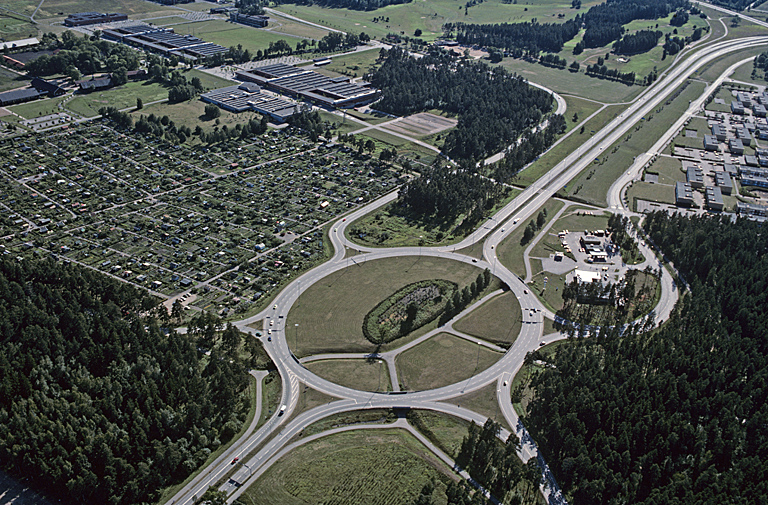
Vallarondellen från sydost.

Vallarondellen är en cirkulationsplats i den västra delen av Linköpings tätort. Diametern är (från ytterkanterna) 200 meter[källa behövs] och körfälten är på de flesta ställen tre. 
Rondellen med dess tunnlar för cykelbanor kan ha byggts omkring 1975,[källa behövs] samtidigt med Ryd. 
I februari 2016 offentliggjordes planer på att starkt förminska rondellen, ersätta motorvägsanslutningen med en stadsgata och bebygga området med bostäder, med byggstart år 2020 eller 2021. Tre år senare avskrevs dessa planer.
I Vallarondellen sammanstrålar vägar från sex olika håll. Ingen av vägarna är skyltad med nummer. Dessa är följande:
- E4.04 västerut, Malmslättsvägen: en fem kilometer lång motorväg västerut (och så småningom norrut) till E4:an och riksväg 34.
- E4.04 österut, Malmslättsvägen: tätortsväg som leder mot Linköpings innerstad, där den övergår i Storgatan och Drottninggatan. Vägen, som har skilda körbanor och särskilda kollektivkörfält, är en del av stadens gamla öst-västliga genomfart.
- E 5000, Rydsvägen: led lämplig för lastbilar och andra större fordon som fungerar som matargata i stadsdelen Ryd. Numret 5000 lämnar så småningom Rydsvägen för att följa med Glyttingevägen till Skäggetorp.
- E 5003, Industrigatan: led lämplig för lastbilar och andra större fordon som utgör del av Linköpings yttre ringled. Riktningen från Vallarondellen är nordlig. Vägen skyltas som en förbindelse för att komma till riksväg 35 mot Västervik, vilken utgår från andra sidan staden.
- E 5030, Universitetsvägen: led lämplig för lastbilar och andra större fordon som utgör del av Linköpings yttre ringled. Vägen leder söderut via Linköpings universitet till Mjärdevi och Lambohov (där numret 5030 fortsätter på Gamla Kalmarvägen).
- Stratomtavägen: nummerlös återvändsväg till Valla fritidsområde; sydostlig utfartsriktning.

Strax intill Vallarondellen ligger Snoddas gatukök, en McDonald's-restaurang, samt bensinstationerna Preem och OKQ8.